# Fellow Voyagers
Fellow Voyagers è un cortometraggio muto del 1913 diretto da Eugene Mullin e da Maurice Costello.

## Produzione
Il film fu prodotto dalla Vitagraph Company of America.

## Distribuzione
Distribuito dalla General Film Company, il film - un cortometraggio di duecento metri - uscì nelle sale cinematografiche statunitensi il 26 novembre 1913. Nelle proiezioni, veniva programmato con il sistema dello split reel, accorpato in un'unica bobina con un altro cortometraggio, il documentario Temples and Statues of Rome.